# Batalha do vale Kodori
A Batalha do Vale Kodori foi uma operação militar durante a Guerra Russo-georgiana no chamado Alto Vale Kodori, da Abcázia, uma região separatista da Geórgia. Era a única parte da Abcázia, que estava sob controle georgiano antes deste conflito militar. Em 9 de agosto de 2008, militares da Abcázia, com o apoio de forças russas, lançaram uma operação para remover o restante das tropas georgianas do desfiladeiro contestado. Depois de três dias, os militares da Geórgia, deixaram o Alto Vale Kodori.